# Mario Margalef
Mario Rogelio Margalef Peña (* 3. November 1953) ist ein ehemaliger uruguayischer Radrennfahrer.

## Sportliche Laufbahn
Margalef war Straßenradsportler und Teilnehmer der Olympischen Sommerspiele 1972 in München. Im olympischen Straßenrennen schied er beim Sieg von Hennie Kuiper aus dem Rennen aus.

## Familiäres
Sein Neffe Tomás Margalef und sein Bruder Miguel Margalef waren ebenfalls Radrennfahrer.